# Hamburgo-Altona

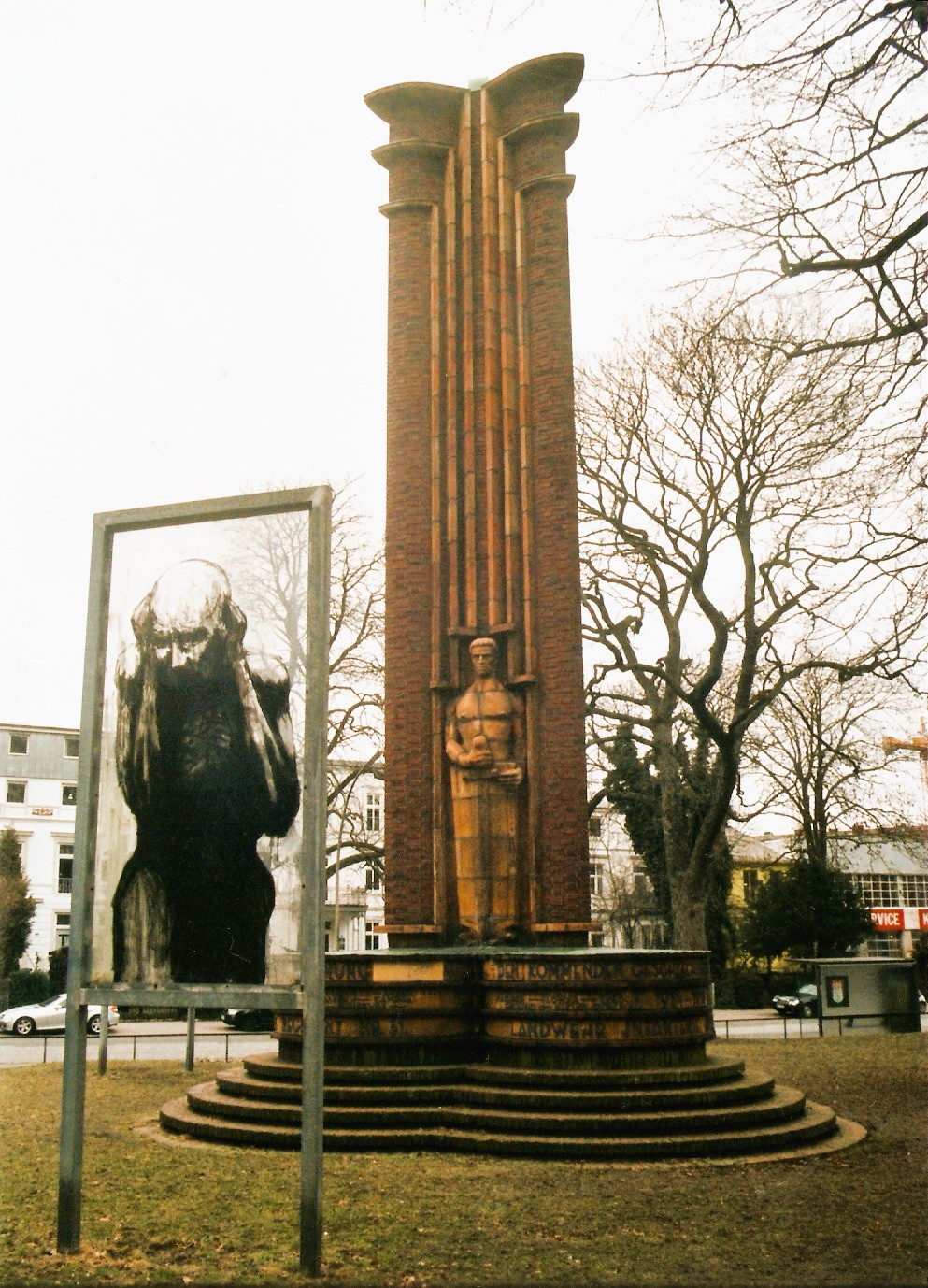
Monumento y contramemorial del ex Regimiento de Altona

Altona, distrito situado en la parte oeste de la ciudad Hanseática de Hamburgo con 249.419 Habitantes (2001). Durante varios siglos fue una ciudad independiente (1664-1938), pero el 1 de abril de 1938 fue incorporada a Hamburgo mediante la ley del Gran Hamburgo (Groß-Hamburg).

## Política

### Población
La siguiente tabla describe la evolución de la población en la comarca de Altona desde 1884. Considerando que desde el 1 de abril de 1938 se adhesionó a la ciudad de Hamburgo. 
| Año  | Habitantes |
| ---- | ---------- |
| 1537 | 60         |
| 1600 | 250        |
| 1620 | 1.500      |
| 1650 | 2.500      |
| 1664 | 3.000      |
| 1710 | 12.000     |
| 1746 | 15.500     |
| 1789 | 20.000     |
| 1803 | 23.085     |
| 1835 | 26.393     |

| Año  | Habitantes |
| ---- | ---------- |
| 1840 | 28.095     |
| 1845 | 32.200     |
| 1855 | 40.626     |
| 1860 | 45.500     |
| 1864 | 53.039     |
| 1867 | 67.400     |
| 1871 | 74.100     |
| 1875 | 84.097     |
| 1880 | 91.047     |
| 1885 | 104.719    |

| Año  | Habitantes |
| ---- | ---------- |
| 1890 | 143.249    |
| 1895 | 148.944    |
| 1900 | 161.501    |
| 1905 | 168.320    |
| 1910 | 172.628    |
| 1916 | 145.748    |
| 1917 | 144.052    |
| 1919 | 168.729    |
| 1925 | 185.135    |
| 1933 | 241.970    |

## Personalidades

### Ciudadanos Honoríficos
- 1872: Albrecht Gustav von Manstein (1805–1877), general.
- 1891: Franz Adickes (1846–1915), alcalde de la ciudad.
- 1895: Otto von Bismarck (1815–1898), canciller del Imperio alemán.
- 1895: Hermann von Tresckow (1818–1900), general.
- 1896: Alfred Graf von Waldersee (1832–1904), general de campo.
- 1908: Ferdinand Rosenhagen (1830–1920), segundo alcalde de la ciudad.
- 1937: Hinrich Lohse (1896–1964), jefe del Gau, en octubre de 1945 fue cesado.

### Personajes ilustres de la ciudad
- Carl Nebel, n. 24 de marzo de 1802, f. 5 de junio de 1855 en París, ingeniero, arquitecto y dibujante costumbrista de México.
- Christopher Ernst Friedrich Weyse, n. 5 de marzo de 1774, f. 8 de octubre de 1842 en Copenhague, compositor.
- Conrad Hinrich Donner, n. 11 de abril de 1774, f. 1 de enero de 1854 en Altona (está enterrado en el cementerio de la ciudad), comerciante, fabricante y naviero.
- Francisco Alejandro Nebel, n. 12 de abril de 1804, f. 12 de enero de 1881 en Valparaíso, empresario, comerciante y hacendado argentino-chileno.
- Fernando Ernesto Nebel, n. 9 de octubre de 1809, f. 1889 en Montevideo, empresario, comerciante y hacendado argentino-uruguayo.
- Friedrich Georg Wilhelm Struve, n. 15 de abril de 1793, f. 23 de noviembre de 1864 en San Petersburgo, astrónomo.
- Günther Ludwig Stuhlmann n. 10 de febrero de 1797, f. 30 de marzo de 1872 en Niza, fabricante y mecenas.
- Siegfried Dehn, n. 24 de febrero de 1799, f. 12 de abril de 1858 en Berlín, teórico de la música y profesor.
- Gottfried Semper, n. 29 de septiembre de 1803, f. 15 de mayo de 1879 en Roma, arquitecto ("semperoper").
- Carl Reinecke, n. 23 de junio de 1824, f. 10 de mayo de 1910 en Leipzig, compositor Stolperstein

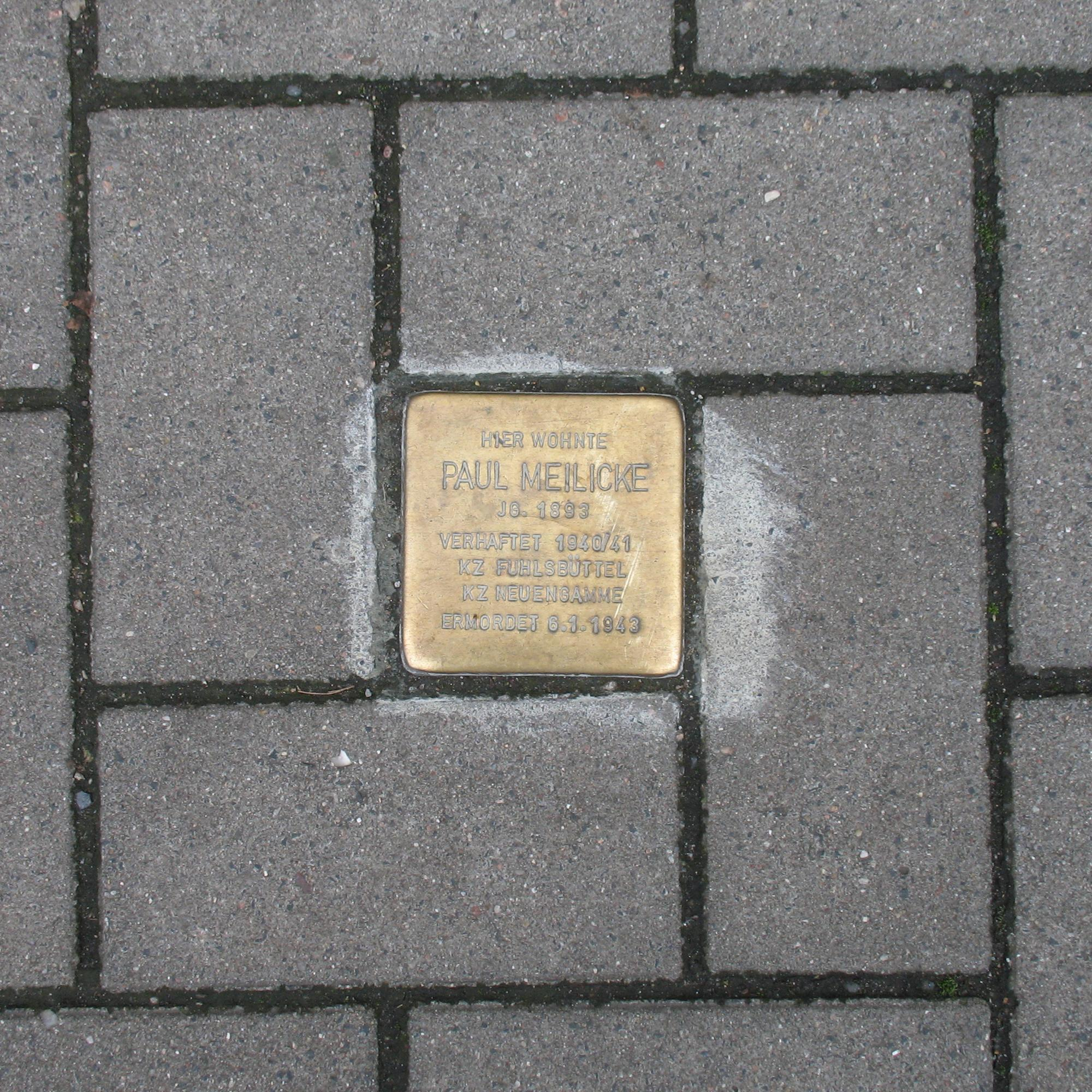
Stolperstein

- Emil Warburg, n. 9 de marzo de 1846, f. 28 de julio de 1931 en Grunau (hoy Bayreuth), físico.
- Hans Ehrenberg, n. 4 de junio de 1883, f. 31 de agosto de 1958 en Heidelberg, teólogo.
- Louise Schroeder, n. 2 de abril de 1887, f. 4 de junio de 1957 en Berlín, política (SPD), MdR, MdB, alcaldesa de Berlín.
- Max Brauer, n. 3 de septiembre de 1887, f. 2 de febrero de 1973 en Hamburgo, político (SPD).
- Hans Friedrich Blunck, n. 3 de septiembre de 1888, f. 25 de abril de 1961 en Hamburgo, jurista y escritor.
- Adolf Jäger, n. 31 de marzo de 1889, f. 21 de noviembre de 1944 en Altona, jugador de fútbol
- Edgar Ende, n. 23 de febrero de 1901, f. 27 de diciembre de 1965 en Netterndorf cerca de Múnich, pintor.
- Axel Springer, n. 2 de mayo de 1912, f. 22 de septiembre de 1985 en Berlín, editor.
- Heinz-Joachim Heydorn, n. 14 de junio de 1916, f. 15 de diciembre de 1974 en Fráncfort, pedagogo.
- Isaac José Pardo n. 27 de septiembre de 1824 en Altona, antigua ciudad bajo dominio danés, hoy día un distrito de la ciudad de Hamburgo Alemana f. 5 de agosto de 1887 en Caracas Venezuela. Fue comerciante, banquero fundador del primer Banco de Venezuela, co-redactor del Primer Código de Comercio de Venezuela.